# Jean-Pierre Cherid
Jean-Pierre Cherid (Argel, 20 de noviembre de 1940-Biarritz, 19 de marzo de 1984) fue un paramilitar y posteriormente mercenario francés, pied-noir exiliado en España, donde participó en operaciones de terrorismo de Estado al servicio de las fuerzas de seguridad y los servicios secretos españoles.

## Biografía
Inició su militancia paramilitar como miembro de la OAS durante la Guerra de Argelia, acaecida entre 1954 y 1962.
Con posteridad, Cherid apareció en España en 1976. Fue uno de los mercenarios reclutados por el Servicio de inteligencia español para tomar parte en 1976 en los sucesos de Montejurra, donde resultaron muertos dos militantes de izquierda. Desde entonces, Cherid permaneció relacionado con miembros pertenecientes a los servicios secretos españoles y a las fuerzas de seguridad que organizaron la «guerra sucia» contra ETA en el País Vasco francés, bajo diferentes nombres (Antiterrorismo ETA, Batallón Vasco Español o Alianza Apostólica Anticomunista) durante el gobierno de la Unión de Centro Democrático. Cherid colaboró en la acción mortal en 1978 contra Argala, destacado miembro de ETA que jugó el papel principal en 1973 en el asesinato del presidente del gobierno Luis Carrero Blanco, nombrado meses antes por Franco. En esta ocasión, sin embargo, ninguna organización reivindicó el atentado. En 1979, Cherid lideró el comando que fallidamente intentó acabar con la vida del terrorista de ETA Txomin, en Biarritz. Meses después su comando sí logró acabar con otro terrorista de ETA, Enrique Álvarez Korta, en Bayona. El 31 de diciembre de 1980 Cherid mata en Biarritz a José Martín Sagardía, también miembro de ETA. En esta ocasión, el BVE reivindica la autoría de la operación.
El cambio de gobierno en 1982 no afectó a la colaboración de Cherid con la «guerra antiterrorista» contra ETA, pasando a formar parte de los Grupos Antiterroristas de Liberación, la nueva denominación que recibieron los comandos paramilitares que operaron en el País Vasco francés durante los primeros años del gobierno del PSOE. Cherid murió el 19 de marzo de 1984, mientras manipulaba unos explosivos destinados a atentar contra el comité ejecutivo de ETA, que accidentalmente estallaron. Entre sus pertenencias fue hallada una autorización perteneciente a los servicios de información de la Guardia Civil. La esposa de Cherid, Teresa Rilo, sostiene que su marido fue asesinado por los GAL, por tratarse de un «testigo incómodo».
En 1996, durante la comisión parlamentaria destinada a desentramar la guerra antiterrorista, fue revelado que la familia de Cherid solicitó una pensión al Ministerio del Interior de España. Álvaro Martínez Sevilla, senador perteneciente a Izquierda Unida, acusó al antiguo ministro del Interior José Barrionuevo (posteriormente juzgado y condenado por su implicación en la trama de los GAL) de ordenar que la viuda de Cherid recibiera una pensión de por vida. El Ministerio oficialmente la denegó.
En 2008, Cherid fue involucrado en la desaparición del militante de ETA político-militar Pertur en 1976, también atribuida por otras fuentes a sus compañeros de la organización terrorista ETA. De acuerdo con el testimonio de un neofascista italiano, Cherid administraba la casa situada a las afueras de Barcelona que los paramilitares usaron para secuestrar e interrogar a las personas señaladas por los servicios de inteligencia españoles.